# Berliner Chaussee 10

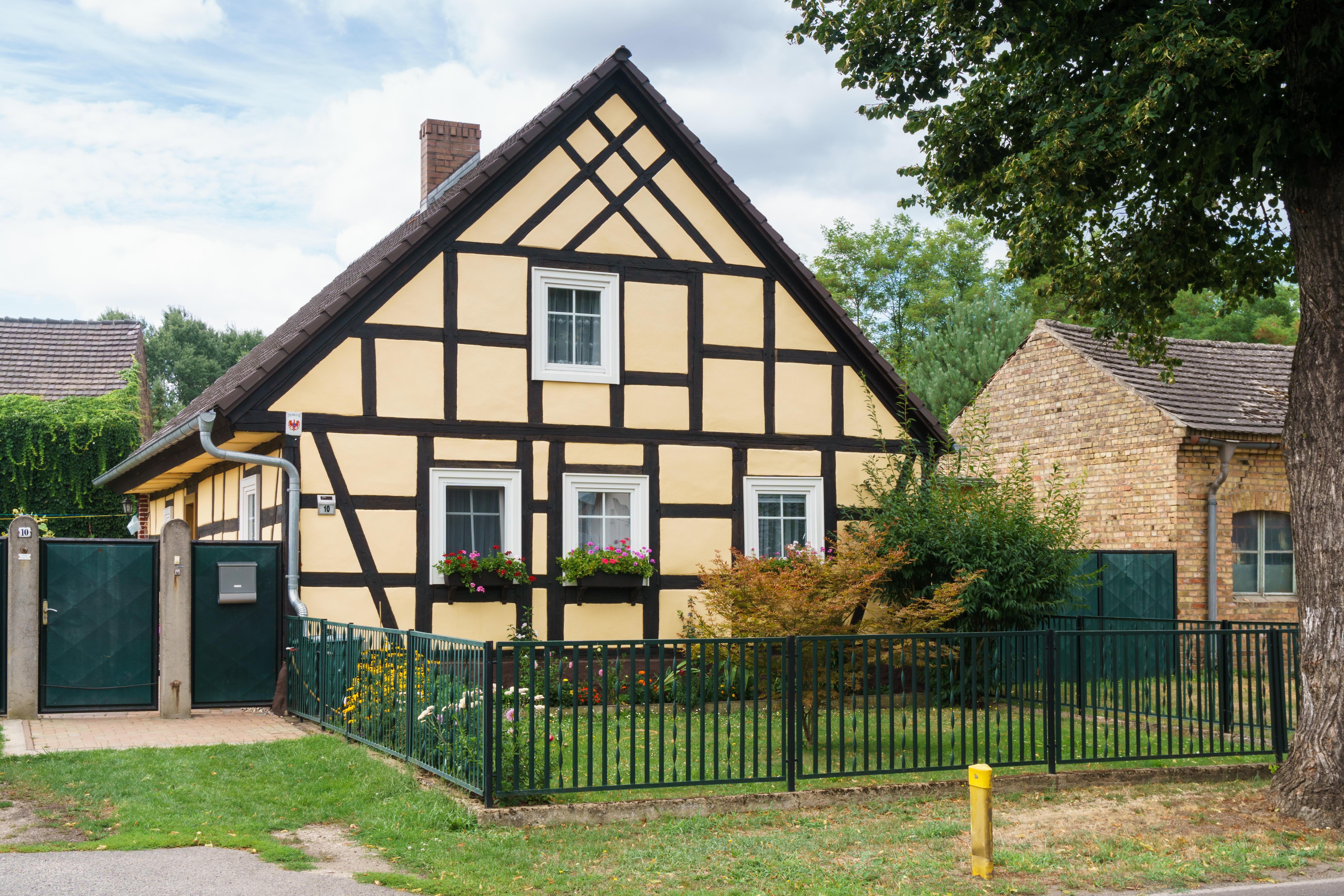
Berliner Chaussee 10 (2018)

Das Haus mit der Anschrift Berliner Chaussee 10 ist ein Wohnhaus in dem zu Lübbenau/Spreewald gehörenden Dorf Ragow im Landkreis Oberspreewald-Lausitz in Brandenburg. Es steht unter Denkmalschutz.

## Baubeschreibung
Das Gebäude befindet sich im nördlichen Teil des Dorfes Ragow an der Landesstraße 49 zwischen Lübben und Lübbenau. Es ist ein eingeschossiges, dreiachsiges Fachwerkhaus mit Klinkermauerwerk unter einem Satteldach. Der Bau des Hauses wird auf die erste Hälfte des 19. Jahrhunderts datiert, als viele Gebäude im nördlichen und nordwestlichen Teil von Ragow als Büdnerstellen angelegt wurden. Die Haustür des Hauses stammt noch aus der Bauzeit. Das Gebäude ist in Privatbesitz und wird bewohnt.